# JR九州パトニ・システムズ
JR九州パトニ・システムズ（ジェイアールきゅうしゅうパトニ・システムズ、英: JR Kyushu Patni Systems, Inc. ）は、かつて存在したJR九州グループのITサービス企業である。本社を福岡県福岡市博多区に置いていた。

## 概要
九州旅客鉄道のITシステム企業「JR九州システムソリューションズ（JRQSS）」と、インドのIT関連企業であるパトニ・コンピュータ・システムズ（パト二、現・アイゲート））の日本法人「パトニ・ジャパン」の合弁企業として設立された。
2012年7月にパトニとの合弁を解消し、JRQSSの完全子会社となった。その後、2013年4月にJRQSSに吸収合併され、消滅した。

## 沿革
- 2010年（平成22年）7月 - 設立。
- 2013年（平成25年）4月- JR九州システムソリューションズと合併し、同社ソリューション本部となる。